# Kroglasta zvezdna kopica
Kroglasta ali tudi globularna kopica je prostorsko tesno gravitacijsko združena krogelna skupina zvezd, ki kroži okrog galaktičnega središča kot satelit. Kroglaste kopice imajo proti središču veliko gostoto zvezd. Te so med seboj zelo tesno vezane z gravitacijsko silo, ki kopici daje sferično obliko.
Ime te vrste zvezdnih kopic je izpeljano iz latinske besede globulus - majhna krogla.